# Régis Ghesquière
Pour les articles homonymes, voir Ghesquière.
Régis Ghesquière, né à Mouscron le 15 juillet 1949 et mort dans cette ville le 22 avril 2015, est un athlète belge spécialiste du décathlon.

## Biographie
Il est quatre fois champion de Belgique du décathlon :
- en 1972 avec un total de 7 391 points ;
- en 1974 : 7 669 points ;
- en 1975 : 7 487 points ;
- en 1977 : 7 575 points[2].

Aux championnats d'Europe d'athlétisme 1974, à Rome, il se classe 10e. Il participe à deux reprises aux Jeux olympiques, à Munich en 1972, où il prend une 11e place avec 7 677 points, et à Montréal en 1976, où il est contraint à l'abandon sur blessure après sept épreuves. Il obtient son  meilleur total de points en 1973 avec 7 765 points. 
Pendant l'essentiel de sa carrière, il est affilié au club de La Gantoise. À la fin de celle-ci, il part au Qatar comme entraîneur, il y retrouve Freddy Herbrand. À son retour, il s'occupe de l'encadrement des jeunes dans plusieurs clubs d'athlétisme de Flandre-Occidentale ainsi qu'au Futurosport de Mouscron (où se trouve une plaque commémorative en son honneur) et à la Royale Union Sportive Tournai Athlétisme où il dirige encore un stage juste avant sa mort, des suites d’une attaque cardiaque,.